# Deicide
Deicide (с лат. — «богоубийство»; произносится как МФА: [ˈdiəsaɪd]о файле) — американская дэт-метал-группа, основанная в 1987 году. Первоначально музыканты выступали под названием Amon, но в 1989 году сменили его на Deicide. Группа достигла коммерческого успеха в 1992 году, выпустив свой второй альбом Legion. Согласно Soundscan, Deicide является второй самой коммерчески успешной дэт-метал-группой, уступая лишь Cannibal Corpse. В ноябре 2003 года, первые два альбома группы Deicide и Legion, заняли второе и третье место соответственно в списке самых продаваемых альбомов дэт-метала по версии Soundscan.
С момента релиза своего дебютного одноименного альбома коллектив выпустил тринадцать студийных альбомов, один концертный альбом, два сборника и два видеоальбома.
Deicide известны скандальной тематикой своих песен, которые посвящены сатанизму, анти-христианству и богохульству. На протяжении своей карьеры группа часто подвергалась критике со стороны религиозных и общественных групп; в ряде стран их песни запрещались и становились предметом для судебных разбирательств.

## История

### Формирование группы, первые годы (1987—1989)
Первоначальные гитаристы Брайан и Эрик Хоффман познакомились с барабанщиком Стивом Ашаймом, когда учились в старшей школе. В то время Ашайм переставил свою ударную установку в спальню Эрика. Мальчики обычно прогуливали школу, и как только родители Хоффманов уходили на работу, они пробирались обратно в дом и репетировали каверы Slayer, Sodom и Destruction.
Deicide была официально сформирована в Тампе, штат Флорида 21 июля 1987 года после того, как Брайан Хоффман позвонил Глену Бентону в ответ на объявление, которое тот разместил в местном музыкальном журнале. Первоначальный басист по имени Рон был уволен за то, что не приходил на репетиции. Хоффман и его брат, а также барабанщик Стив Эшхайм ранее играли вместе в группе Carnage, которой требовались басист и вокалист. Carnage исполняли каверы на песни Slayer, Exodus, Celtic Frost и Dark Angel. В течение месяца они записали демо Feasting the Beast на 8-дорожечном магнитофоне в гараже Бентона и начали выступать в районе Тампы. В 1989 году Amon записали своё второе демо Sacrificial в Morrisound Recording с продюсером Скоттом Бёрнсом.
Гитарист Malevolent Creation Фил Фашиана вспоминает одно из первых выступлений Carnage: «Это было похоже на Slayer, только в тысячу раз сильнее. [...] Кажется, Carnage выпотрошили манекен и наполнили его грёбаной кровью и кишками из мясной лавки... а потом они бросили эту грёбаную штуку на пол. У Morbid Angel тогда были питбули, и они просто разрывали мясо. Это была действительно странная сцена, чувак». Повсюду была кровь и мясо. Братья Хоффман говорили, что они оставляли внутренности животных на солнце на весь день, прежде чем использовать их в своих театральных постановках.

### Первые альбомы, популярность (1989—2004)
Сообщается, что, ещё выступая под названием Carnage, Бентон ворвался в офис Roadrunner Records, где находился Монте Коннер и швырнул демо-запись на его стол, крича: «Подпиши нас, ты, гребаный придурок!» На следующий день группе были выданы контракты. Позже Бентон частично опроверг эту версию событий, заявив, что он действительно был в офисе, но никогда не ругался. В 1989 году название группы было изменено на Deicide по просьбе лейбла Roadrunner Records из-за того, что несколько других групп уже использовали название Carnage.
Затем, в 1990 году, Deicide выпустили свой одноимённый дебютный альбом, также спродюсированный Скоттом Бёрнсом в Morrisound Recording. В их дебютном альбоме были перезаписанные версии всех шести песен из демо Sacrificial, которые обеспечили им контракт на запись. Группа не гастролировала с этим альбомом, потому что Глен Бентон считал, что группа стоит больше, чем те деньги, которые они получали от промоутеров.
Второй полноформатный альбом Legion был выпущен 9 июня 1992 года, сделав группу коммерчески популярной, а сам альбом разошёлся в более 100.000 копий, что делает его самым продаваемым альбомом жанра дэт-метал после альбома The Bleeding группы Cannibal Corpse. В интервью 1995 года Глен Бентон высказывался о альбоме Legion. По словам музыканта, ему не всё понравилось в этой работе. Бентон отметил, что компания-студия торопила группу с выпуском альбома, и качество производства не соответствовало его ожиданиям.
Третий студийный альбом Once Upon the Cross был выпущен в 1995 году. В интервью Бентон сказал: «Я думаю, что люди относятся [к группе] более серьёзно, и это их пугает. Знаете, [тяжёлый стиль] никуда не денется. Знаете, это одна из тех вещей, о которых [они] думают: Ну, может быть, в следующей записи они, чёрт возьми, начнут смягчаться». Я всем говорю, чувак, что смягчаются только масло и дерьмо, чувак. Мы не смягчаемся».
Четвёртый студийный альбом Serpents of the Light был выпущен в 1997 году. Альбом посвящён памяти друга Глена Бентона Винни Дейзу, бывшему барабанщику группы Demolition Hammer, который умер от отравления иглобрюхой  во время путешествия по Африке 11 марта 1996 года.
Вскоре, группа выпустила свой дебютный концертный альбом When Satan Lives в 1998 году.
Пятый студийный альбом группы Insineratehymn был выпущен 27 июня 2000 года. По словам Глена Бентона на данном альбоме группа вернулась к старому стилю — всей той прямоте, примитивизму, грубому исполнению.
Deicide покинули лейбл Roadrunner Records после выхода шестого студийного альбома In Torment in Hell, который был выпущен 31 июля 2001 года. Глен Бентон вспоминал: «Roadrunner на личном уровне относились ко мне очень хорошо. Они ненавидели двух конкретных участников группы, но ко мне и Стиву относились очень хорошо. Если бы мне когда-нибудь понадобились деньги, я бы просто позвонил, и они были бы на моём счету до шести часов вечера. Они помогли мне финансово пережить мой первый развод. Они оплатили мне удаление миндалин примерно в то время, когда вышел мой первый альбом, и я не мог гастролировать, потому что у меня в горле гнили миндалины». Сам альбом получил негативные отзывы со стороны «метал-андерграунда» и критиков за плохую аранжировку песен и низкокачественную запись альбома вообще.
В 2003 году Асхайм и Хоффманы были задержаны властями на канадской границе из-за недоразумения, что привело к отмене запланированного концерта в Детройте. В СМИ появилась информация о том, что их задержали по обвинению в хранении наркотиков и оружия, однако Earache Records быстро опровергли эти слухи. Лейбл сделал заявление, в котором говорилось: «Deicide были вынуждены пропустить концерт 21 октября в Детройте, штат Мичиган, из-за недопонимания с официальными лицами на канадской границе». По словам фронтмена Глена Бентона, который ехал отдельно от трёх своих коллег по группе, Бентон прибыл на концерт в Детройте как раз к саундчеку, но не увидел ни барабанщика Стива Асхайма, ни братьев Хоффман. Вскоре выяснилось, что опоздавших задержали на канадской границе и они не успеют в Детройт к началу концерта. Музыкантов продержали на границе всю ночь и отпустили только рано утром, не предъявив им никаких обвинений. Deicide хотел бы искренне извиниться перед всеми болельщиками «Детройта» и пообещать, что скоро всё исправит.

### Уход Эрика и Брайана Хоффманов (2004)
Эрик и Брайан Хоффман в последний раз выступили в студии с Deicide в 2004 году на альбоме Scars of the Crucifix, который стал первым релизом группы на Earache Records. 25 ноября 2004 года братья покинули группу из-за разногласий, связанных с авторскими отчислениями и издательством. Стив Ашейм заявил, что к этому моменту он утратил к ним «деловое доверие», и отметил, что вплоть до их ухода на них нельзя было положиться даже в том, что они придут на живое выступление.
Хоффманы (по крайней мере, поначалу) отрицали, что покинули группу по собственному желанию, и настаивали на том, что их уволили. По словам Эрика Хоффмана, «никто не покидал Deicide. Мы делили все гонорары и авторские отчисления, иначе не было бы сделки. Глен написал одну песню в музыкальном плане: «Trifixion», затем я аранжировал её, и это была единственная его работа в «Dead By Dawn». Да, очень жестоко». Глен Бентон оспорил это утверждение, заявив Blabbermouth в 2006 году, что братья сразу же покинули группу, получив чеки от издательства за Scars of the Crucifix и осознав, что им заплатили только за несколько треков из альбома. Бентон также утверждал, что Эрик Хоффман угрожал ему и Стиву Эшхайму физическим насилием и поклялся защищаться, если поймает гитариста на незаконном проникновении на его территорию.
Позже братья Хоффман реформировали группу Amon. Эрик Хоффман описал звучание как «немного более техничное», чем в некоторых композициях, которые они создали в Deicide. Он объяснил: «Оно не слишком замысловатое, но в то же время запоминающееся». У вас всё равно будет пара классических заставок Deicide, а потом начнётся какое-нибудь убийственное техническое, бросающееся в глаза дерьмо.
В 2019 году Эрик Хоффман опубликовал угрожающий пост в Facebook в адрес Бентона, назвав его мошенником и пообещав взыскать авторские гонорары с Scars of the Crucifix. 
В 2022 году Брайан Хоффман опубликовал в Facebook длинный пост, посвящённый этому инциденту, и даже предположил, что Бентон носит парик в тайне от всех.
В дальнейшем Бентон также предположил, что, хотя его отношения с Хоффманами были испорчены безвозвратно, ситуацию можно было бы значительно улучшить простым извинением. 
В интервью 2024 года Асхейм заявил, что до него доходили слухи о том, что отношения между Эриком и Брайаном Хоффманами ухудшились и что они не общались друг с другом. Он прокомментировал: «На данный момент это чертовски забавная история».

### Период после братьев Хоффман (2004—настоящее время)
Вскоре после ухода Хоффманов их места на гитаре заняли бывший участник группы Cannibal Corpse Джек Оуэн и из Vital Remains Дэйв Судзуки. После тура, Судзуки был заменён гитаристом Ральфом Сантолла. Сантолла заявил, что он католик, что вызвало небольшой шок и насмешки со стороны некоторых фанатов металла. Несмотря на это, восьмой студийный альбом The Stench of Redemption, выпущенный 22 августа 2006 года, получил положительные отзывы критиков, которые высоко оценили гитарную работу в альбоме и акцент на мелодии, однако, клип на песню «Homage for Satan» был запрещён в Великобритании, ссылаясь на то, что он является оскорбительным и унизительным для верующих.
В январе 2007 года Бентон покинул европейский тур и вернулся домой в Соединённые Штаты из-за проблем с законом. Асхайм объявил, что Сет ван Лу из группы Severe Torture, выступавшей на разогреве, и Гарбати «Яха» из польской дэт-метал-группы Dissenter заменят Бентона, начиная с 9 января в Нидерландах, пока Бентон не сможет вернуться в тур. Бентон вернулся в группу в Париже 13 января. 24 мая 2007 года было объявлено, что Ральф Сантолла покинул Deicide. Впоследствии он присоединился к группе Obituary и появился на их альбоме Xecutioner's Return, а также в их туре. 20 июля 2007 года гитарист Джек Оуэн объявил, что Deicide «возьмут перерыв» и он временно присоединится к группе Estuary из Огайо для гастролей. В октябре 2007 года группа отправилась в тур по Балканам под названием «Balkans AssassiNation Tour» вместе с Krisiun, Incantation и Inactive Messiah. Оуэн назвал тур «демоническим отпуском».
К ноябрю 2007 года Deicide начали работу над своим девятым студийным альбомом в Morrisound Studios. Альбом под названием Till Death Do Us Part, следующий за The Stench of Redemption, обещал стать «самым жестоким и агрессивным [творением] группы на сегодняшний день», согласно пресс-релизу. Барабанщик Стив Ашайм записал партии ударных, а Бентон начал записывать вокал в декабре 2007 года. В апреле 2008 года две песни из альбома были опубликованы в интернете. Альбом был наконец выпущен 28 апреля 2008 года. Когда альбом выходил, Бентон подумывал о том, чтобы уйти из музыки из-за личных проблем, включая борьбу за опеку.
6 января 2009 года Deicide опубликовали на своей официальной странице в Myspace пост, в котором сообщили, что подписали контракт на выпуск альбома по всему миру с Century Media, а Ральф Сантолла вернулся в группу для участия в европейском туре. Сообщалось, что они работают над материалом для выпуска летом 2010 года. В начале 2009 года они гастролировали с Vital Remains и Order of Ennead. Гитарист Кевин Куирион из Order of Ennead присоединился к группе летом 2009 года. В июне 2010 года Глен Бентон сообщил, что следующий альбом Deicide будет называться «To Hell with God». Он был спродюсирован Марком Льюисом в студии Audiohammer в Сэнфорде, штат Флорида, и выпущен 15 февраля 2011 года. 
Одиннадцатый студийный альбом In the Minds of Evil был выпущен 26 ноября 2013 года. 9 октября 2014 года The Village Voice сообщил, что Deicide начали работу над новым материалом для своего двенадцатого студийного альбома.
К ноябрю 2016 года стало очевидно, что гитарист Джек Оуэн больше не в группе, и его заменил гитарист Monstrosity Марк Инглиш без официального объявления. Позже Бентон выразил сожаление по поводу того, что «был придурком» во время инцидента. В феврале 2017 года Оуэн присоединился к Six Feet Under. Бентон заявил, что группа «не держит зла» на Оуэна и что они были рады его присоединению к Six Feet Under. 
10 марта 2017 года Deicide объявили о коротком туре по США, который начнётся в мае, а также опубликовали обновлённую информацию об альбоме: «Новая пластинка почти готова, сейчас мы занимаемся планированием. Этот тур нужен для того, чтобы представить и поработать с нашим новым гитаристом Марком Инглишем, а также мне нужно отдохнуть от этой штуки под названием Флорида…». Двенадцатый студийный альбом Overtures of Blasphemy был выпущен 14 сентября 2018 года.
6 июня 2018 года бывший гитарист Ральф Сантолла умер из-за осложнений после сердечного приступа. Он находился в коме в течение недели, и его отключили от аппарата жизнеобеспечения. Бентон заявил, что они «помирились» перед смертью Сантоллы, и сказал: «Я надеюсь, что он в лучшем мире и что он счастлив».
В феврале 2019 года из Deicide ушёл Марк Инглиш и заменил его вокалист и гитарист Autumn's End Крис Каннелла.
17 апреля 2021 года группа выступила перед полной аудиторией в The Verona в Нью-Порт-Ричи во время пандемии COVID-19, когда все ограничения для бизнеса были сняты, а требование носить маски в местных городах Флориды было отменено, поскольку в конце сентября 2020 года штат перешёл на третий этап. Вскоре после этого последовал тур по США с участием Kataklysm, Internal Bleeding и Begat the Nephilim.
19 января 2022 года Крис Каннелла покинул группу, и его заменил новый гитарист Тейлор Нордберг.
Тринадцатый альбом Banished by Sin был выпущен лейблом Reigning Phoenix Music 26 апреля 2024 года. Это был «альбом месяца» на сайте metallian.com. В 2024 году группа гастролировала по Европе.

## Столкновения с общественностью
Деятельность Глена Бентона и группы Deicide неоднократно подвергалась критике со стороны защитников прав животных, в частности, радикальная английская организация «Animal Militia» обещала Бентону, в случае его появления в Великобритании, неминуемую смерть.
В 1992 году в Fryshuset Club в городе Стокгольм во время выступления Deicide и Gorefest прогремел взрыв, который разнёс крышу и стены клуба. Бентон следующим образом прокомментировал это обстоятельство:

Ну что тут поделать, если боишься насилия, то не стоит заниматься подобной музыкой.
Непосредственное влияние музыки Бентона оказывала и на поклонников творчества Deicide, в частности, после выхода второго альбома Legion. Двое подростков из Нью-Джерси, наслушавшись музыки, истерзали собаку и повесили её на дерево вместе с пентаграммой. Свидетелями деяний своих сыновей стали их родители:

За такие вещи обвинять нас просто глупо — но убивать мне тоже очень нравится!, — Глен Бентон
В 2003 году на границе Канады и США был остановлен фургон, в котором ехали Эрик Хоффман и участник гастрольной команды Бенджамин Т. Бойтон с концертов в Канаде. При обыске фургона полицейские обнаружили пакетики с марихуаной, которой было более фунта, завёрнутые в ткань шприцы и иглы, 5 граммов амфетаминов, 5,7 граммов анаболических стероидов, несколько упаковок транквилизаторов, пистолет 22 калибра, несколько ножей, кастетов, а также полицейский жезл. Сам же лидер группы Глен Бентон в фургоне не присутствовал, а ехал отдельно. Тем не менее указанные лица были на следующий день отпущены. Результатом задержания стала отмена одного из концертов.

## Состав
| - Глен Бентон — вокал, бас-гитара (1987—наши дни) - Кевин Куирион — гитара, бэк-вокал (2008—2009, 2009—2010, 2011—2025) - Тейлор Нордберг — гитара, бэк-вокал (2022—наши дни) - Стив Эшейм — ударные (1987—наши дни), гитара (2007–2008, 2016—2019) - Брайан Хофман — гитара (1987—2004) - Эрик Хофман — гитара (1987—2004) - Джек Оуэн — гитара (2004—2016) - Ральф Сантолла — гитара (2005—2007, 2008, 2010—2011; умер в 2018) - Марк Инглиш — гитара (2016—2019) - Крис Каннелла — гитара (2019—2021) | - Дэйв Судзуки — гитара (2004—2005) - Сэт Ван Лу — вокал (2007) - Дариуш «Garbaty» Кульпинский — вокал, бас-гитара (2007) |

## Дискография
- Deicide (1990)
- Legion (1992)
- Once Upon the Cross (1995)
- Serpents of the Light (1997)
- Insineratehymn (2000)
- In Torment in Hell (2001)
- Scars of the Crucifix (2004)
- The Stench of Redemption (2006)
- Till Death Do Us Part (2008)
- To Hell with God (2011)
- In the Minds of Evil (2013)
- Overtures of Blasphemy (2018)
- Banished by Sin (2024)